# Позитрон (компания)
АО «Позитрон» — советский и российский производитель вычислительной техники. Занимается разработкой и производством защищённой вычислительной техники, систем мониторинга транспорта, а также гражданских компьютеров под собственным брендом «POSITRON» (моноблоки, рабочие станции, серверы, ноутбуки) в том числе на основе российских микропроцессоров «Эльбрус». Также «Позитрон» с начала 1990-х годов является производителем нелинейных ограничителей перенапряжений под класс напряжений от 3 до 750 кВ. 
Является резидентом особой экономической зоны «Санкт-Петербург».
В советское время в состав научно-производственного объединения «Позитрон» входил ряд научных учреждений и промышленных предприятий электронной промышленности. Объединение специализировалось на разработке и производстве конденсаторов, резисторов и прочих электронных компонентов. На «Позитроне» впервые в стране был освоен выпуск малогабаритных телевизоров и видеомагнитофоны.

## История

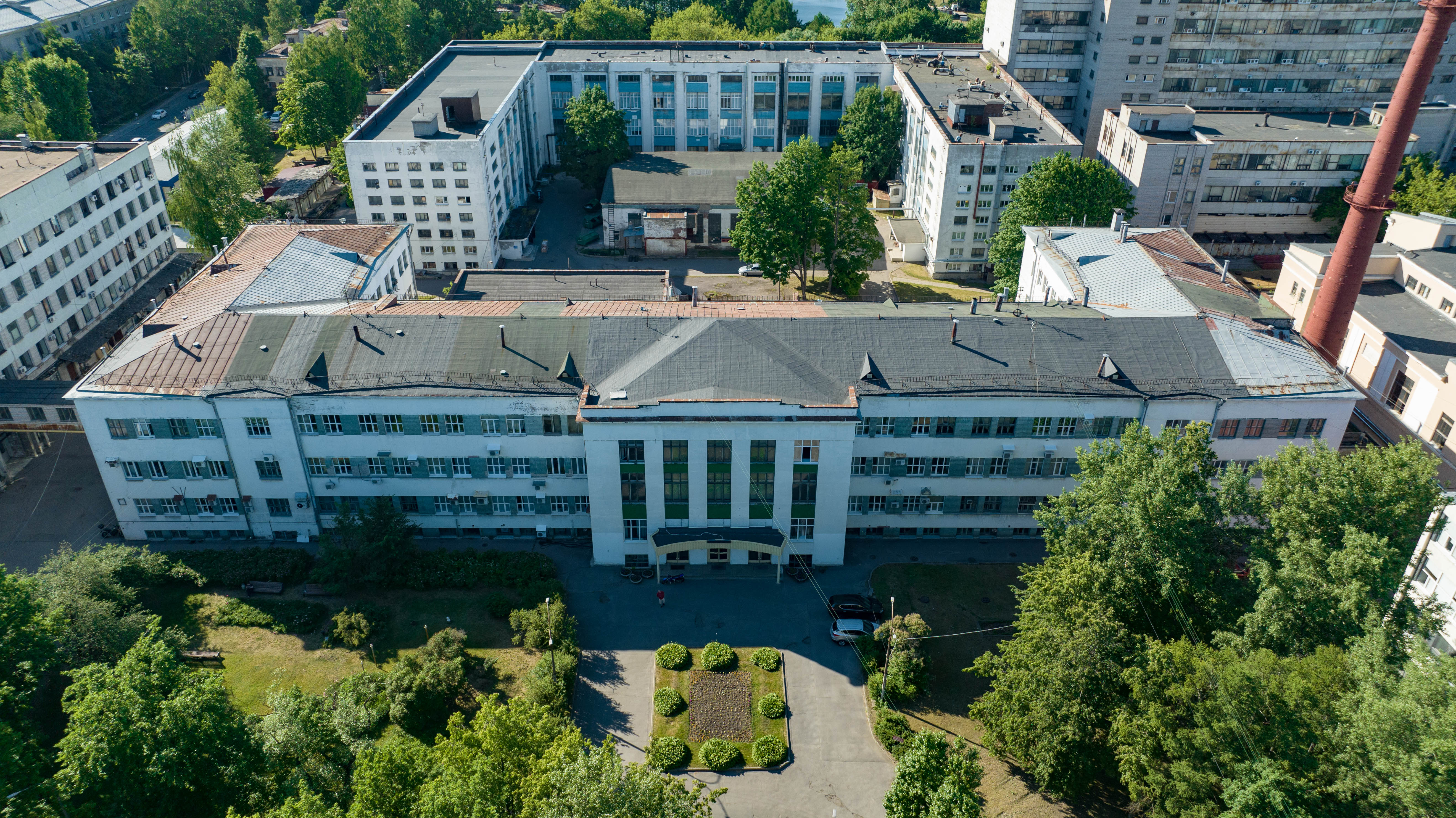
Территория НИИ «Гириконд» на ул. Курчатова — головного предприятия НПО «Позитрон»

Приказом Министерства электронной промышленности СССР № 163 от 14 марта 1969 года было организовано первое в Советском Союзе Ленинградское научно-производственное объединение «Позитрон» (ЛНПО «Позитрон»), задачами которого были разработка и производство электронных компонентов, в том числе ЭВМ специального назначения для нужд Минобороны.  
Научно-производственного объединение располагалось у станции метро «Политехническая», где к тому моменту находились НИИ «Гириконд» и завод «Реконд». Созданный в 1939 году НИИ «Гириконд», специализирующийся на разработке конденсаторов, стал головным научным предприятием НПО «Позитрон». Помимо НИИ «Гириконд» в структуру «Позитрона» вошли ленинградские заводы «Мезон» и «Кулон», ранее входившие в ПО «Радиодеталь».  
В 1971 году Указом Президиума Верховного Совета СССР за высокие заслуги НПО «Позитрон» было награждено орденом Ленина.
На предприятиях «Позитрона» производились конденсаторы, резисторы, металлооксидные варисторы, интегральные схемы, малогабаритные цветные телевизоры «Электроника ВЛ-100» и прочая электротехника. Также объединение участвовало в техническом обеспечении ряда космических советских программ (Таких как «Союз-Апполон», «Фобос» и др.).  
В 1973 году объединение выпускает первый в стране катушечный видеомагнитофон «Электроника-Видео». В 1975 году «Позитрон» осваивает производство ещё одного катушечного видеомагнитофона «Электроника Л1-08», способного записывать и воспроизводить чёрно-белое изображение и звук с видеокамеры «Электроника Л-801» и телевизора. 
В 1983 году при участии венгерского «VIDEOTON» в Ленинграде было создано совместное предприятие — завод «Видеотон», который вошёл в состав «Позитрона». На новом ленинградском предприятии был освоен выпуск переносных цветных телевизоров «Электроника Ц-432» видеомагнитофонов «Электроника ВМ-12», а также электронных блоков к ним. Также на заводе выпускались видеокассеты. 
В конце 1980-х годов в составе НПО «Позитрон» находились:
- Центральное конструкторское бюро технологии и оборудования (ЦКБТО)[14]
- Заводы «Кулон», «Мезон», «Лаконд», «Видеотон», «Реконд» (Ленинград)
- Северо-Задонский конденсаторный завод (г. Донской Тульской обл.)
- Завод «Ферконд» (Ферганская область, Узбекистан)[15]
- Заводы на Украине: «Родон» (Ивано-Франковск) и «Квантор» (Збараж)

Во время распада СССР основные заводы «Позитрона» начали отделяться от головного предприятия и получили новых собственников. Филиалы на Украине и в Узбекистане после провозглашения их независимости оказались за границей. Все эти факторы привели к распаду структуры «Позитрона».  
В то же время на «Позитрон» перестал поступать оборонный заказ от Министерства обороны — одного из главных потребителей его продукции. В таких условиях руководству объединения пришлось искать новых партнёров и новые рынки сбыта. В 1991 году НПО «Позитрон» совместно с южнокорейской Daewoo создало совместное предприятие «Daewoo-Позитрон».  
В 1993 году НПО «Позитрон» было приватизировано и акционировано в АООТ «Позитрон». Тогда же на мощностях «Позитрона» началась крупноузловая сборка видеомагнитофонов «Daewoo-Позитрон DVR-4561D» и телевизоров со встроенным видеомагнитофоном (так называемая «видеодвойка»), разработанных на базе телевизора «Позитрон 27ТЦ-5205». Однако уже в 1995 году СП «Daewoo-Позитрон» прекратило производство, поскольку сборка видеотехники в России оказалась нерентабельна из-за льготного ввоза такой техники из-за границы. 
Предприятие стало специализироваться в основном на лицензионном выпуске импортных телевизоров «Goldstar» и «Thompson», видеомагнитофонов, музыкальных центров и автомагнитол. 
К началу 2000-х годов в составе АО «Позитрон» находились СКБ «ВИТ», СМУ «Позитрон», заводы «Виконд» и «Витэл», школьный завод «Максим» и два фирменных магазина в Санкт-Петербурге. Головное предприятие «Позитрона» переехало с ул. Курчатова на ул. Ивана Фомина. 
В 2013 году в составе АО «Позитрон» был создан научно-производственный комплекс «Позитрон» (ООО «НПК «Позитрон»), который стал заниматься выпуском промышленной вычислительной техники и являлся поставщиком электронных компонентов. 
В 2020 году территория НПК «Позитрон» на улице Ивана Фомина была продана строительной компании АО «Ленстройтрест» под жилищное строительство. Компания «Позитрон» переместилась из Выборгского района на территорию особой экономической зоны «Новоорловская», где был построен завод по производству компьютеров и базовых станций.  
В 2024 году «Позитрон» освоил выпуск под собственным брендом «POSITRON» компьютерной техники на базе процессоров и видеокарт от Intel. 

## Галерея

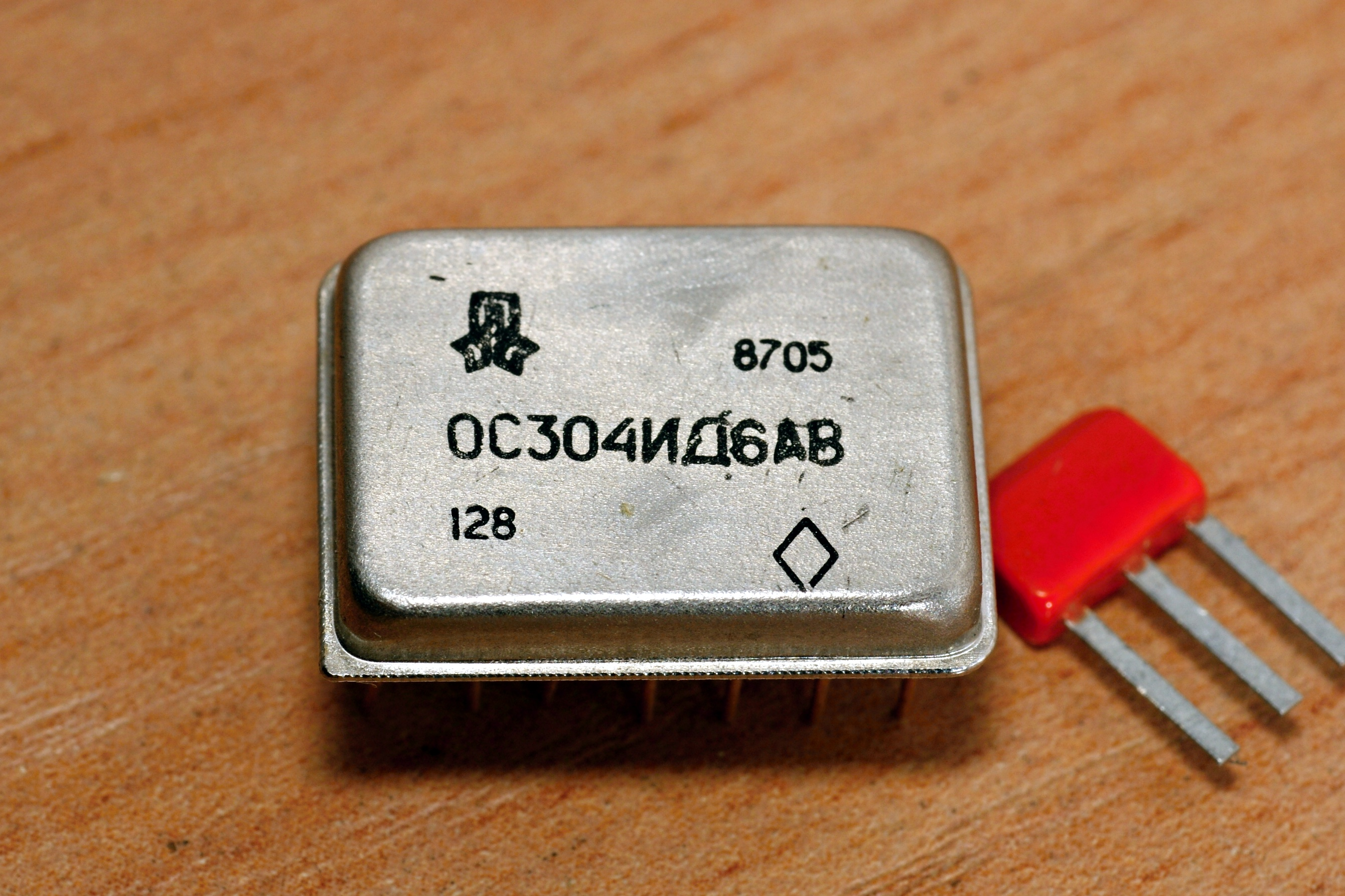
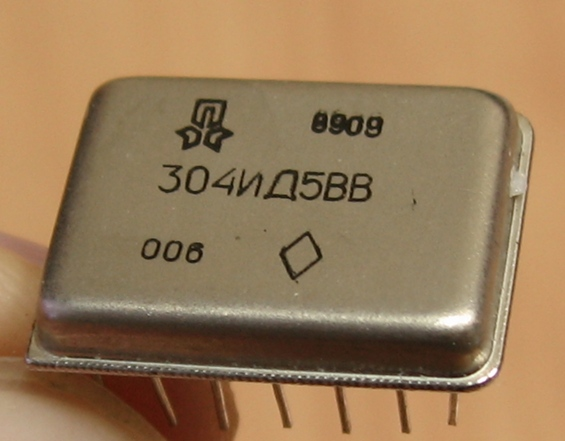
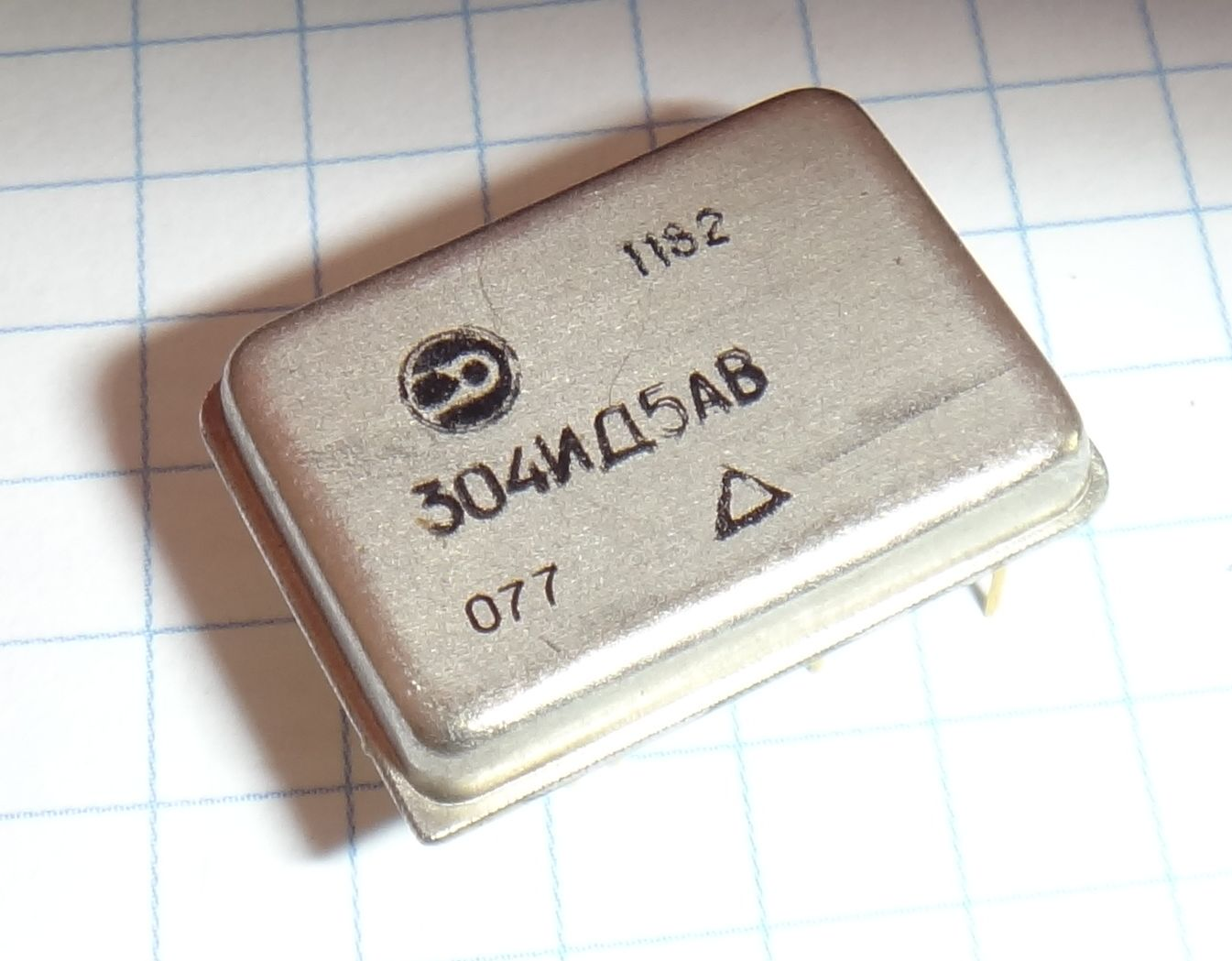
Интегральные схемы серии 304, выпускавшиеся на ЛНПО «Позитрон»
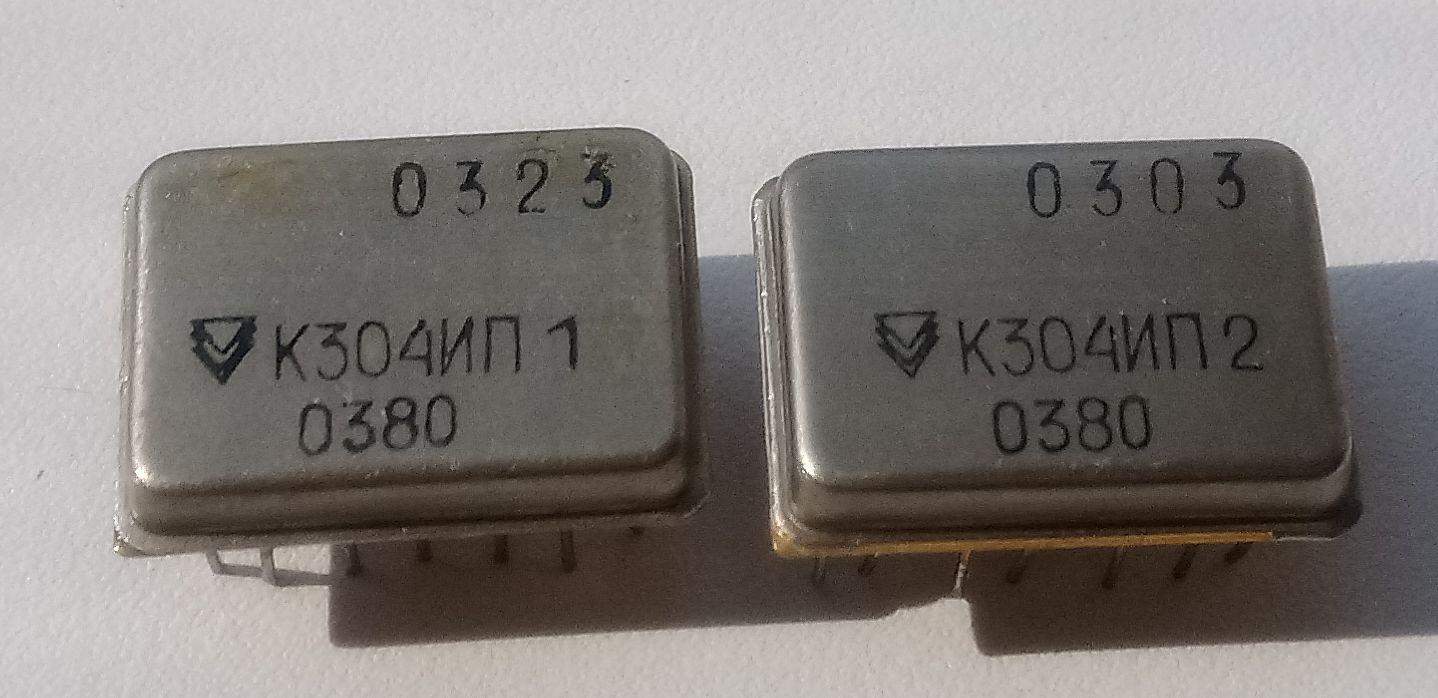
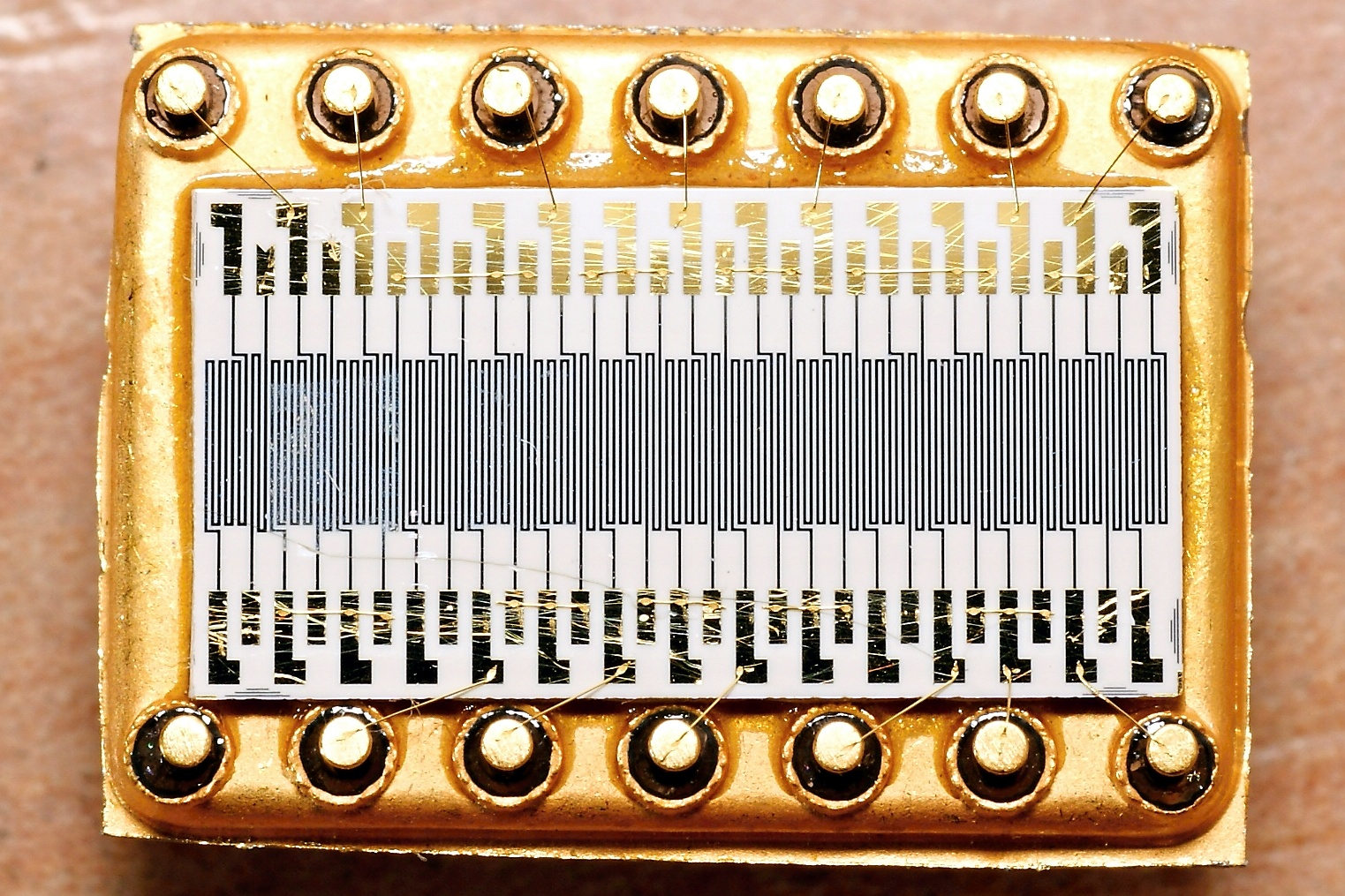
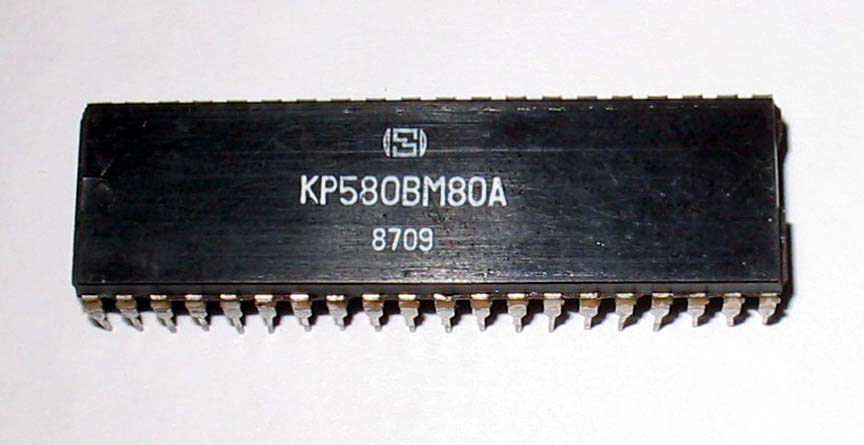
Микропроцессор КР580ВМ80А